# Lili Baross
Lili Baross (* 19. November 1991 in Barcelona, Katalonien) ist eine spanische Schauspielerin, Stuntfrau, Filmschaffende und Model.

## Leben
Baross wurde am 19. November 1991 in Barcelona als Tochter einer Britin und eines Ungarn geboren. Dort wuchs sie mehrsprachig mit Spanisch, Katalanisch, Englisch und Ungarisch auf. Bereits in jungen Jahren verfolgte sie den Berufswunsch einer Schauspielerin und tat ihre ersten Schritte als solche und als Model in Werbespots. Ihre Schauspielausbildung erhielt sie an der VCC, den David Gray Studios und den Margie Haber Acting Studio.
Ihr Fernsehschauspieldebüt gab Baross 2012 in einer Episode der Fernsehserie The Inbetweeners. Im Folgejahr spielte sie eine Rolle im Fernsehfilm Marked. 2015 übernahm sie im Film Hänsel vs. Gretel die titelgebende, weibliche Hauptrolle der Gretel. Danach folgten Episodenrollen unter anderen in den Fernsehserien The Golden Age: Heroes of Men, Tosh.0, The Deleted oder Isolation the Series. 2016 war sie für den Fernsehfilm Temptation als Produzentin tätig. Im Folgejahr produzierte sie die Miniserie What If und 2018 agierte sie für eine Episode der Serie SLAY(ing) als Drehbuchautorin und Produzentin. 2021 war sie in einer Episode der Fernsehserie Navy CIS als Stuntdouble für Katrina Law im Einsatz.

## Filmografie (Auswahl)

### Schauspiel
- 2012: The Inbetweeners (Fernsehserie, Episode 1x02)
- 2013: Marked (Fernsehfilm)
- 2015: Hänsel vs. Gretel (Hansel vs. Gretel)
- 2015: The Golden Age: Heroes of Men (Fernsehserie, Episode 1x17)
- 2015: Technopolis (Kurzfilm)
- 2016: Tosh.0 (Fernsehserie, Episode 8x07)
- 2016: The Deleted (Fernsehserie, Episode 1x06)
- 2016: Temptation (Fernsehfilm)
- 2016: My Crazy Ex (Fernsehserie)
- 2017: What If (Miniserie)
- 2018: SLAY(ing) (Miniserie, Episode 1x01)
- 2020: Isolation the Series (Fernsehserie, Episode 1x04)

### Stunts
- 2021: Navy CIS (NCIS, Fernsehserie, Episode 19x09)

### Filmschaffende
- 2016: Temptation (Fernsehfilm; Produktion)
- 2017: What If (Miniserie; Produktion)
- 2018: SLAY(ing) (Miniserie, Episode 1x01; Drehbuch und Produktion)

## Theater (Auswahl)
- Pirates Dinner Adventure